# Kamil Pestka
Kamil Pestka (Cracovia, 22 agosto 1998) è un calciatore polacco, difensore del Radomiak Radom.

## Caratteristiche tecniche
È un terzino sinistro.

## Palmarès

### Club

#### Competizioni nazionali
- Coppa di Polonia: 1

KS Cracovia: 2019-2020